# 内野光子
内野光子（うちの みつこ、1940年 - ）は、日本の歌人。
歌誌「ポトナム」所属。阿部静枝に師事。夫は東京大学名誉教授、醍醐聰。

## 来歴
東京都池袋生まれ。1963年東京教育大学文学部法律政治学専攻卒業。学習院大学勤務を経て、1965年国立国会図書館勤務。
1976年名古屋に転居、東海学園女子短期大学図書館勤務、1988年千葉県に転居、八千代国際大学図書館勤務。1994年退職、立教大学社会学部大学院修士課程（マス・メディア論専攻）入学、1998年修了（修士論文「日本統治下の台湾におけるマス・メディアの形成と天皇制」）。地域ミニコミ誌『すてきなあなたへ』編集発行。
戦後短歌と天皇制の関係を問い続けている。

## 著書
- 『冬の手紙 歌集』五月書房 閃シリーズ 1971
- 『短歌と天皇制』風媒社 1988
- 『短歌に出会った女たち』三一書房 1996
- 『現代短歌と天皇制』風媒社 2001
- 『野の記憶 歌集』ながらみ書房 2004
- 『一樹の声 歌集』ながらみ書房 ポトナム叢書 2012
- 『天皇の短歌は何を語るのか 現代短歌と天皇制』御茶の水書房 2013
- 『齋藤史 『朱天』から『うたのゆくへ』の時代: 歌集未収録作品から何を読みとるのか』一葉社、2019

共著
- 『扉を開く女たち ジェンダーからみた短歌史 1945～1953』阿木津英,小林とし子共著 砂子屋書房 2001

## 参考
- セブンネットショッピング